# Уршма
Уршма (Уртма) — река в России, протекает во Владимирской области в окрестностях Суздаля.
Исток реки находится у деревни Зернево. Река течёт на восток, протекает мимо деревни Карельская Слободка, в которой имеются памятники архитектуры — ансамбль церквей Дмитрия Солунского и Сергиевской. Далее река течёт через село Гавриловское, в котором на реке устроено водохранилище. Ниже Гавриловского река принимает левый приток Тумку и вскоре впадает в Каменку. Устье реки находится на 26 км от устья реки Каменки. Длина реки — 14 км, площадь её водосборного бассейна — 105 км².
У села Семёновское-Советское на правом берегу Уршмы находится древнерусское селище Семёновское XI—XII веков, на левом берегу — древнерусское селище Красная горка XI—XII веков.

## Данные водного реестра
По данным государственного водного реестра России относится к Окскому бассейновому округу, водохозяйственный участок реки — Нерль от истока и до устья, речной подбассейн реки — бассейны притоков Оки от Мокши до впадения в Волгу. Речной бассейн реки — Ока.
По данным геоинформационной системы водохозяйственного районирования территории РФ, подготовленной Федеральным агентством водных ресурсов:
- Код водного объекта в государственном водном реестре — 09010300812110000032708
- Код по гидрологической изученности (ГИ) — 110003270
- Код бассейна — 09.01.03.008
- Номер тома по ГИ — 10
- Выпуск по ГИ — 0

### Притоки (км от устья)
- 1 км: река Тумка